# Sütő Irén
Sütő Irén (Pesterzsébet, 1926. május 16. – Budapest, 1991. szeptember 20.) magyar színésznő, érdemes művész.

## Élete
Miután a Színház- és Filmművészeti Főiskolán 1955-ben megkapta a diplomáját, a frissen alakult József Attila Színházhoz szerződött. 1957-től 1962-ig a Vígszínház, 1962-től haláláig a Thália Színház tagja volt. A Reflektor Színpad alapítója volt, és annak művészeti vezetője 1978-1990 között. Elismert versmondó volt önálló estekkel, nagy tragikai szerepeket játszott el a rádióban. Pantomimmal is kísérletezett Gera Zoltán társaságában. A Szabó család című népszerű rádiós szappanoperában Angélát alakította. 

## Fontosabb színházi szerepei
- Akárki anyja (Hofmannsthal: Akárki)
- Fanny (Shaw: Fanny első színdarabja)
- Fiore (Thomas Mann: Fiorenza)
- Gertrudis (Katona József: Bánk bán)
- Gizi Gézáné (Örkény István: Tóték))
- Jászai Mari (Kellér A.–Békeffy I.–Kazimir K.: Bal négyes páholy)
- Katharina (Sartre: Az ördög és a jóisten)
- Lilla (Csokonai Vitéz Mihály: Tempefői)
- Mater Krisztina (Diderot–Didier–Rullier: Az apáca)
- Nelli (Barta L.: Szerelem)
- Vučetič: Búcsúvacsora (monodráma, előadó, fordító)

## Filmjei
- Gázolás - 1955
- Az élet hídja - 1956
- Melyiket a kilenc közül? - 1957
- A császár parancsára - 1957
- Éjfélkor - 1957
- Vacsora a Hotel Germániában (TV-film) - 1958
- Egy csomag elveszett - 1958
- Csigalépcső - 1958
- Szombattól hétfőig - 1959
- Sorompó - 1959
- Alázatosan jelentem - 1960
- Sínek között - 1962
- Örökre eltiltva - 1963
- Özvegy menyasszonyok - 1964
- Nem szoktam hazudni - 1966
- A múmia közbeszól - 1967
- Bözsi és a többiek (TV-minisorozat) - 1969
- Csak egy telefon - 1970
- Goya - oder Der arge Weg der Erkenntnis - 1971
- Agitátorok - 1971
- Sztrogoff Mihály - (TV-minisorozat) - 1975
- 141 perc a befejezetlen mondatból - 1975
- Megtörtént bűnügyek (tv-sorozat) - 1976
- Le a cipővel! (TV-film) - 1976
- Gabi (TV-film) - 1977
- Kentaurok - 1979
- Ki beszél itt szerelemről? - 1979
- Családi kör (tv-sorozat) - 1981
- Glória (TV-film) - 1982
- Egy fiú bőrönddel - 1984
- Széchenyi napjai (TV-minisorozat) - 1985
- Pierre qui brûle (TV-film) - 1992

## Szinkronszerepek

### Film szinkronszerepei[4][5]
| Cím                                                            | A film elkészülte | Magyar változat (szinkron) | Szerep                  | A szinkronizált színész |
| -------------------------------------------------------------- | ----------------- | -------------------------- | ----------------------- | ----------------------- |
| Alice csodaországban (amerikai kalandfilm 1933)                | 1933              |                            | Dodó madár              | Polly Moran             |
| A művészbejáró                                                 | 1938              | 1974                       | Élisabeth               | Madeleine Lambert       |
| A Manderley-ház asszonya                                       | 1940              | 1982                       | Mrs. Danvers            | Judith Anderson         |
| Hűtlen asszonyok                                               | 1953              | 1954                       | Luisa Azzali            | Irene Papas             |
| Mulató a Montmartre-on (2. szinkron)                           | 1954              | 1980                       | Lola de Castro          | María Félix             |
| Tisztes úriház (1. szinkron)                                   | 1957              | 1961                       | Rachel                  | Judith Magre            |
| A láz eléri El Paót                                            | 1959              | 1972                       | Inés Rojas              | María Félix             |
| Stuart Mária (NSZK tévéfilm)                                   | 1959              |                            | Stuart Mária            | Judith Holzmeister      |
| Mi történt Baby Jane-nel?                                      | 1962              |                            | Blanche Hudson          | Joan Crawford           |
| Három nővér (angol tévéfilm)                                   | 1963              |                            | Olga                    | Margaret Gordon         |
| Hintaszék a kandallónál (NSZK tévéfilm)                        | 1963              | 1971                       | Monica Bare             | Charlotte Witthauer     |
| La Fontaine meséi (francia tévéfilmsorozat)                    | 1964              |                            | Madeleine Cochard       | Madeleine Rousset       |
| A rózsák háborúja (angol tévésorozat)                          | 1965              | 1970                       | Joan la Pucelle         | Janet Suzman            |
| Bolondok hajója                                                | 1965              |                            | Frau Hutten             | Lilia Skala             |
| Keserű fű                                                      | 1966              | 1977                       | Lea Weiss               | Irene Papas             |
| Lány az ugródeszkán                                            | 1967              | 1971                       |                         |                         |
| Odüsszeia (tévéfilmsorozat)                                    | 1968              |                            | Penelope                | Irene Papas             |
| Kései virágok (szovjet tévéfilm)                               | 1969              |                            | Priklonszkaja hercegnő  | Kira Golovko            |
| Vizsgálat egy minden gyanú felett álló polgár ügyében          | 1969              | 1971                       | Augusta Terzi           | Florinda Bolkan         |
| VIII. Henrik hat felesége (angol tévéfilmsorozat)              | 1970              |                            | Parr Katalin            | Rosalie Crutchley       |
| Az árnyak délben tűnnek el (szovjet tv-sorozat)                | 1971              |                            | Szerafima Klicskova     | Alekszandra Zavjalova   |
| Elszakadás                                                     | 1971              | 1985                       | Lynn Tyne               | Lynn Carlin             |
| Erzsébet királynő (angol tévéfilmsorozat)                      | 1971              |                            | Stuart Mária            | Vivian Pickles          |
| Bartolomeo Colleoni zsoldoskapitány                            | 1972              |                            | A hercegné              | Henriette Vlocimans     |
| Előkelő alvilág                                                | 1974              | 1976                       | Cristina Cournier       | Françoise Fabian        |
| Madame Baptiste                                                | 1974              | 1977                       | Anya                    | Francine Bergé          |
| Piszkos játék                                                  | 1974              |                            | Amy, a feleség          | Barbara Jefford         |
| Kurtizánok tündöklése és nyomorúsága (francia tévéfilmsorozat) | 1975              |                            | Ázsia                   | Maria Meriko            |
| Camilla (olasz tévéfilmsorozat)                                | 1976              | 1978                       | Camilla                 | Giulietta Masina        |
| Etűdök gépzongorára                                            | 1977              | 1980                       | Anna Petrovna Voiniceva | Antonyina Suranova      |

## Díjai
- Érdemes művész  (1979)